# 亚历山德里娅·洛蒂特
亚历山德里娅·洛蒂特（英語：Alexandria Loutitt，2004年1月7日—），加拿大女子跳台滑雪运动员。她曾代表加拿大参加2022年冬季奥林匹克运动会跳台滑雪比赛，获得混合团体普通跳台铜牌。